# Palazzo Arese Borromeo
Palazzo Arese Borromeo è uno storico palazzo nobiliare situato a Cesano Maderno, in provincia di Monza e della Brianza in Lombardia.

## Storia
I primi cenni storici alla costruzione del palazzo risalgono al 1626, quando Giulio Arese ordinò di abbattere una struttura fortificata posta sui territori della famiglia Arese a Cesano Maderno allo scopo di edificarvi una residenza nobiliare. Fu suo figlio Bartolomeo III a realizzare effettivamente il progetto: l'architetto e le fasi di costruzione sono sconosciuti, ma è certo che il cantiere fu avviato nel 1654 e che alla morte di Bartolomeo III vent'anni dopo i lavori fossero quasi conclusi.
Il palazzo visse i momenti di massimo prestigio a fine Diciassettesimo secolo con Carlo Borromeo Arese; la proprietà passò in seguito di padre in figlio, prima a Giovanni Benedetto, poi a Renato III: a quest'ultimo si devono alcune modifiche al giardino e le decorazioni in stile rococò di diverse stanze. Gli interventi alla dimora s'interruppero con il conte Giberto V e il dominio francese, a seguito del quale la situazione economica della famiglia peggiorò. Nel 1849 il palazzo fu confiscato dagli austriaci e adibito a caserma; dieci anni dopo la guarnigione straniera fu cacciata a seguito di una sommossa e il palazzo, parzialmente danneggiato da un tentativo austriaco di incendiare la costruzione, fu restituito ai Borromeo.
La dimora fu in parte restaurata dopo il 1928 da Guido Borromeo. Gli ultimi residenti furono Renato Borromeo e la sorella Giustina fino al 1970, dopodiché fu acquisito dall'amministrazione comunale insieme ai giardini nel 1987, senza gli arredi originali, trasferiti nel palazzo Borromeo sull'isola Madre.
Dal 2002 al 2009 ha ospitato la facoltà di Filosofia dell'Università Vita-Salute San Raffaele, che vi è tornata tra il 2020 e il 2023, dopodiché parte degli spazi è stata destinata a centro convegni.

## Descrizione

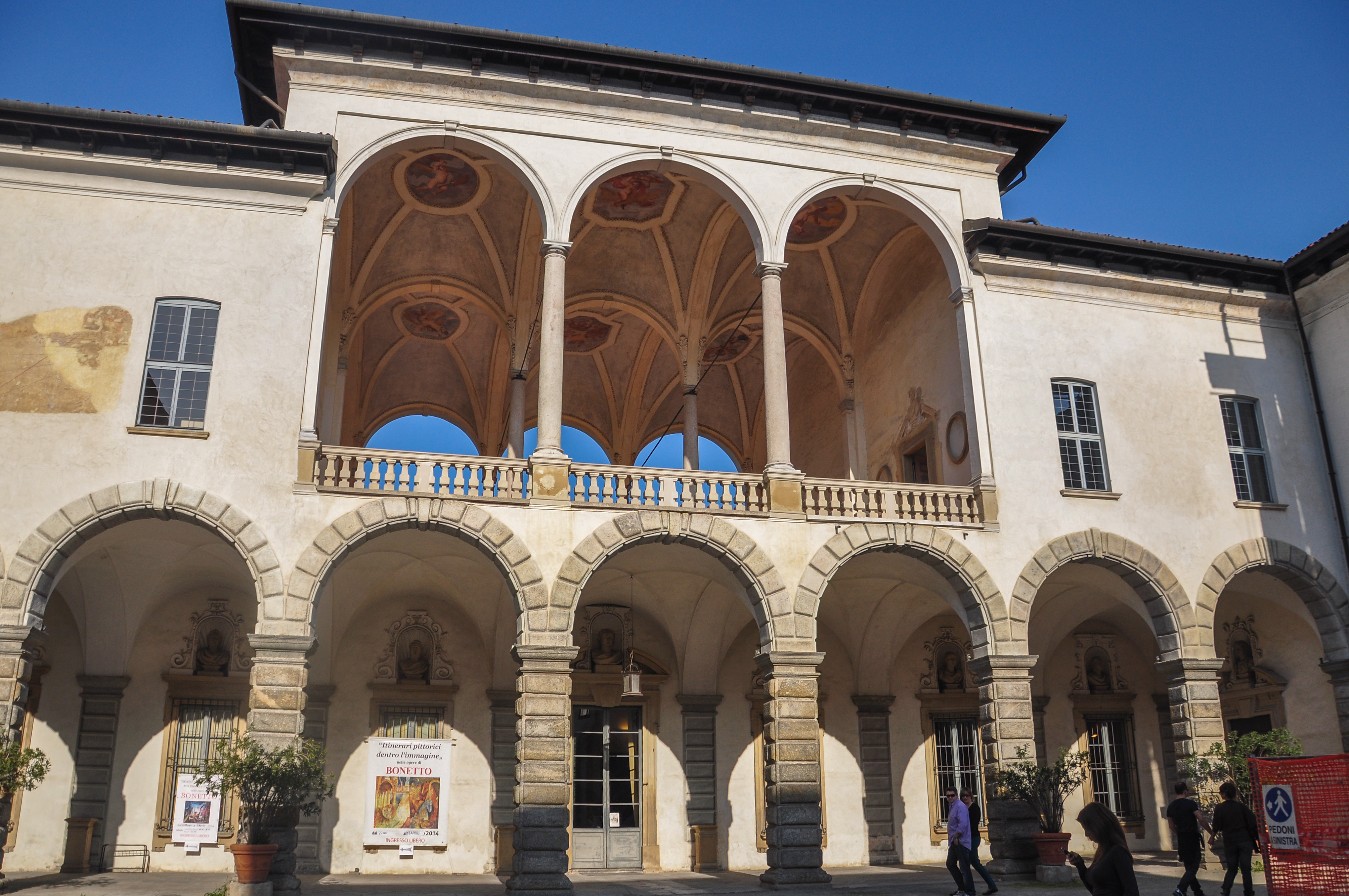
Il porticato con i busti dei Cesari e la loggia genovese nel cortile interno.

La struttura centrale di palazzo Arese Borromeo, affacciata a ovest sulla piazza a esedra ispirata ai teatri d'acqua, è di forma quadrangolare, con al centro un cortile. La facciata principale è composta da tre corpi verticali di diversa altezza, con al centro il portale d'ingresso decorato da lesene doriche sovrapposte a bugnato e sormontato da un balcone in ferro battuto.
A sud si trova una torre esagonale costruita sui resti di una precedente risalente al Medioevo e a nord la cappella.
Il lato est del palazzo è invece sormontato dalla loggia genovese a tre doppie campate che affaccia sul giardino all'italiana recintato. Sotto di essa si trova un doppio porticato simile a quello che si attraversa all'ingresso, ma che ospita i busti dei Cesari.
Il pianterreno è occupato dai locali di servizio, a esclusione della sezione orientale dedicata ai locali di rappresentanza quali sala Aurora, mentre il piano superiore ospitava la famiglia Borromeo Arese. Al centro del piano nobile, sopra il portale d'ingresso, si trova il Salone dei fasti romani dedicato ai ricevimenti. Gli affreschi che ne decorano le pareti sono divisi in due fasce: in quella inferiore sono riportati eventi della storia di Roma, re e imperatori, mentre nella fascia superiore sono raffigurati dame e signori che si affacciano da una balaustra.
L'ala nord del piano nobile era riservata alla contessa e alle figlie, e collegata tramite la loggia all'appartamento di Bartolomeo III, a sua volta adiacente alla biblioteca, alla cappella dedicata a san Pietro martire e agli alloggi del figlio Giulio II. A fare da raccordo tra i diversi locali dell'ala sud è la Galleria delle arti liberali.
Trentatré delle sale del palazzo sono decorate da affreschi realizzati da diversi autori quali Ercole Procaccini il Giovane, i fratelli Montalto, Antonio Busca, Giovanni Ghisolfi, Giuseppe Nuvolone e Federico Bianchi, con numerosi riferimenti mitologici.
In un prolungamento dell'ala settentrionale a piano terra è stato ricavato il ninfeo, oltre il quale si estendono le pertinenze organizzate attorno a tre cortili. Queste ultime comprendevano gli alloggi per la servitù, le cucine, le rimesse per le carrozze, le scuderie, i depositi, le dispense e la ghiacciaia, e all'inizio degli anni Novanta sono state vendute dall'amministrazione Borromeo di Milano alla società Brianfin S.p.A., che ha ristrutturato i locali fatiscenti trasformandoli in una struttura alberghiera e centro congressi. La ghiacciaia, completamente interrata, è a forma di tronco di cono rovesciato e ricoperta di mattoni a vista; alta 5,6 metri, ha un volume di 210 metri cubi e vi si accede da una porta collocata nella parte alta. Il bacino è circondato da un ambulacro pavimentato di laterizi e con il soffitto a volta, intervallato da una serie di vani per la conservazione del cibo.
Sotto la ghiacciaia, a una profondità di dieci metri, si trova una cantina di 4,40 metri di diametro, a sua volta circondata da un ambulacro a volta di granito nel quale venivano stoccate le botti.

### Parco

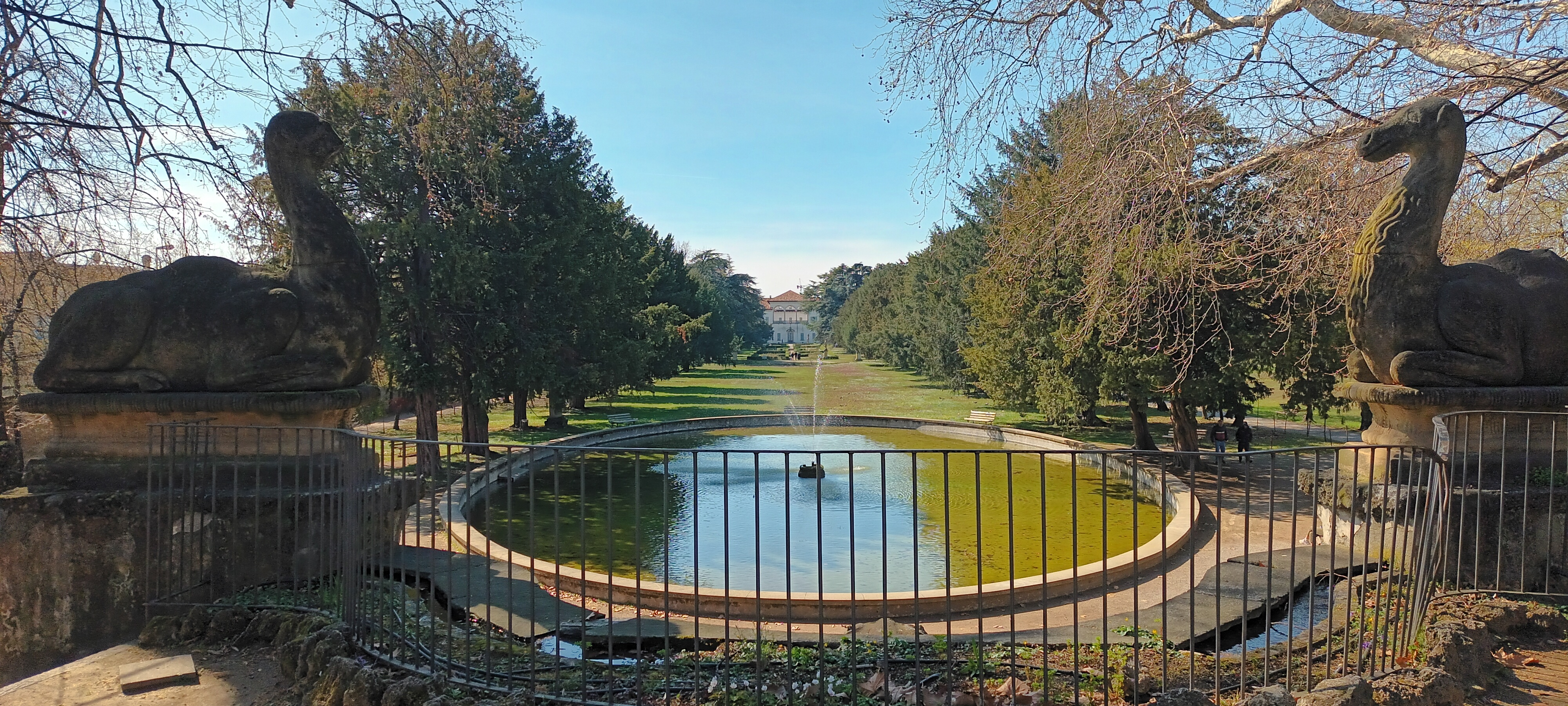
I dromedari con alle spalle la vasca e, sullo sfondo, il giardino all'italiana e il palazzo.

Sul lato est del palazzo, su una superficie pianeggiante di circa 10 ettari, si estende il parco recintato, suddiviso tra il giardino all'italiana, con siepi di bosso e delimitato da due viali di tassi e carpini, e i prati a nord. Il giardino all'italiana termina con una vasca circolare e una fontana decorata con uno dei simboli della famiglia Borromeo, il dromedario nel cesto; dietro si estende un bosco di modeste dimensioni con un canale e il Tempietto del fauno, terminando con il portale monumentale che un tempo conduceva al serraglio e alla riserva di caccia. Nel giardino sono presenti numerose statue che rimandano all'antica Roma, mentre all'estremità settentrionale del viale che taglia il parco a metà è collocata un'uccelliera.

## Galleria d'immagini

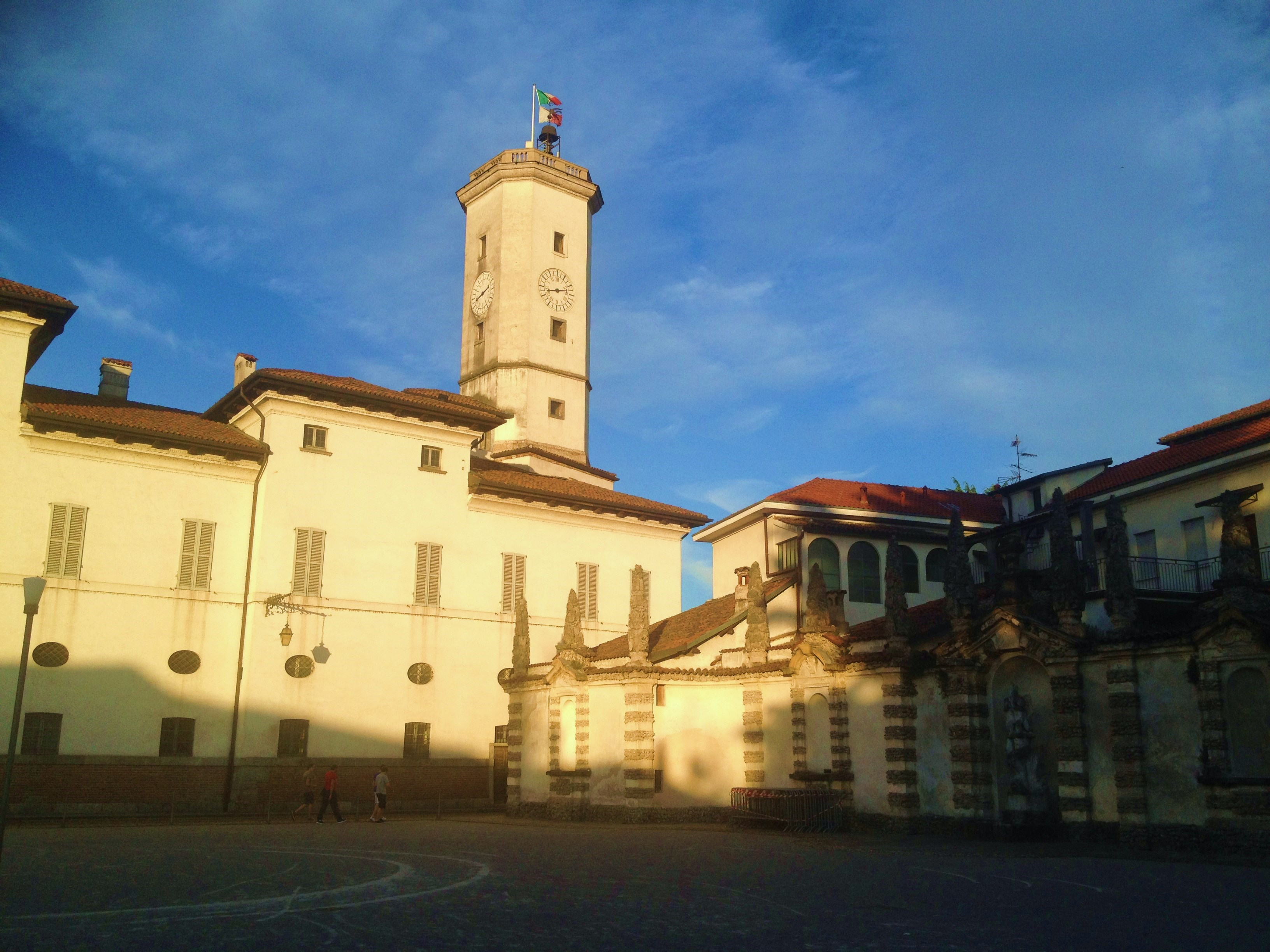
Veduta della facciata dall'esedra con la torre esagonale.
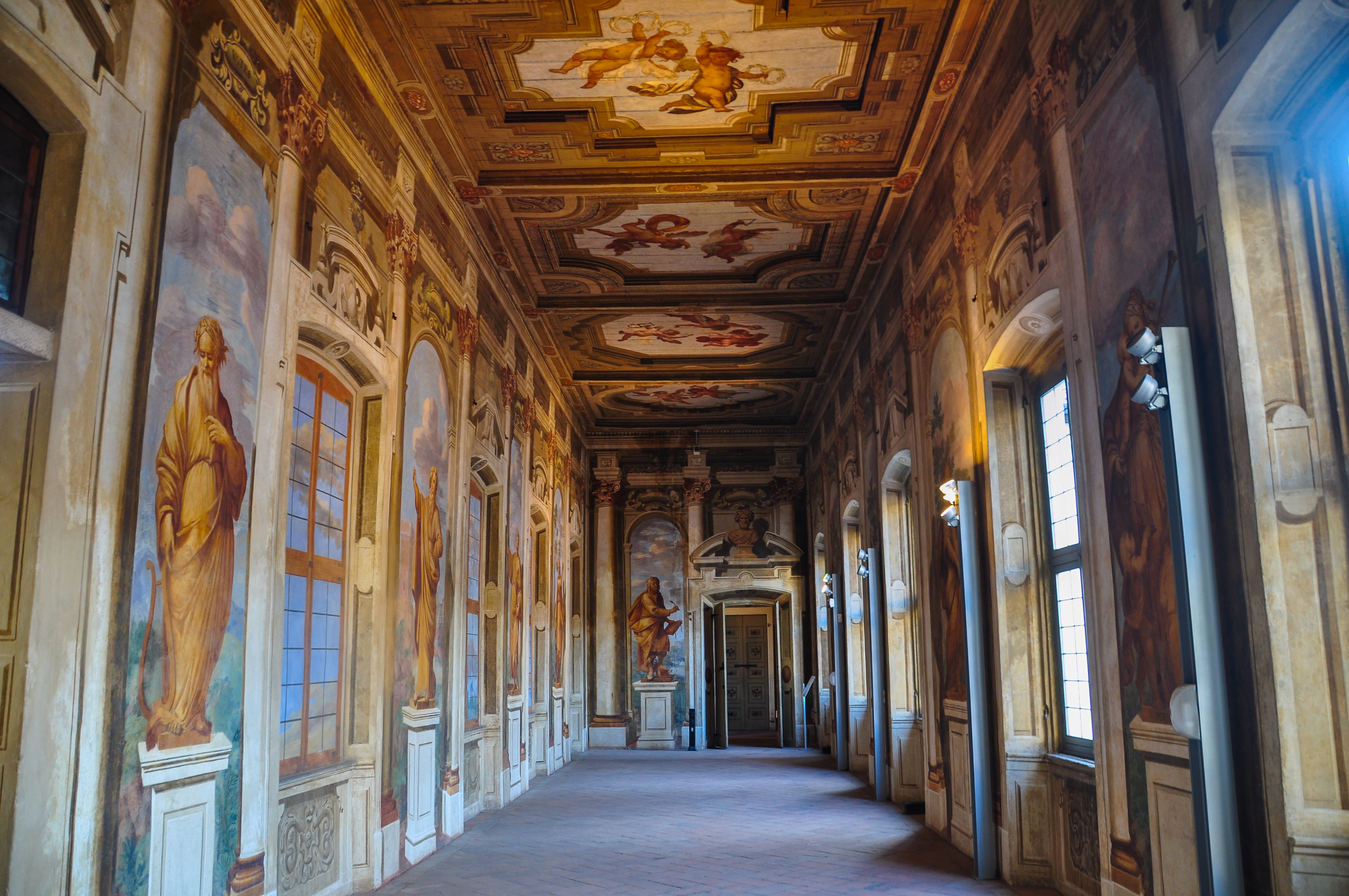
Galleria delle arti liberali.
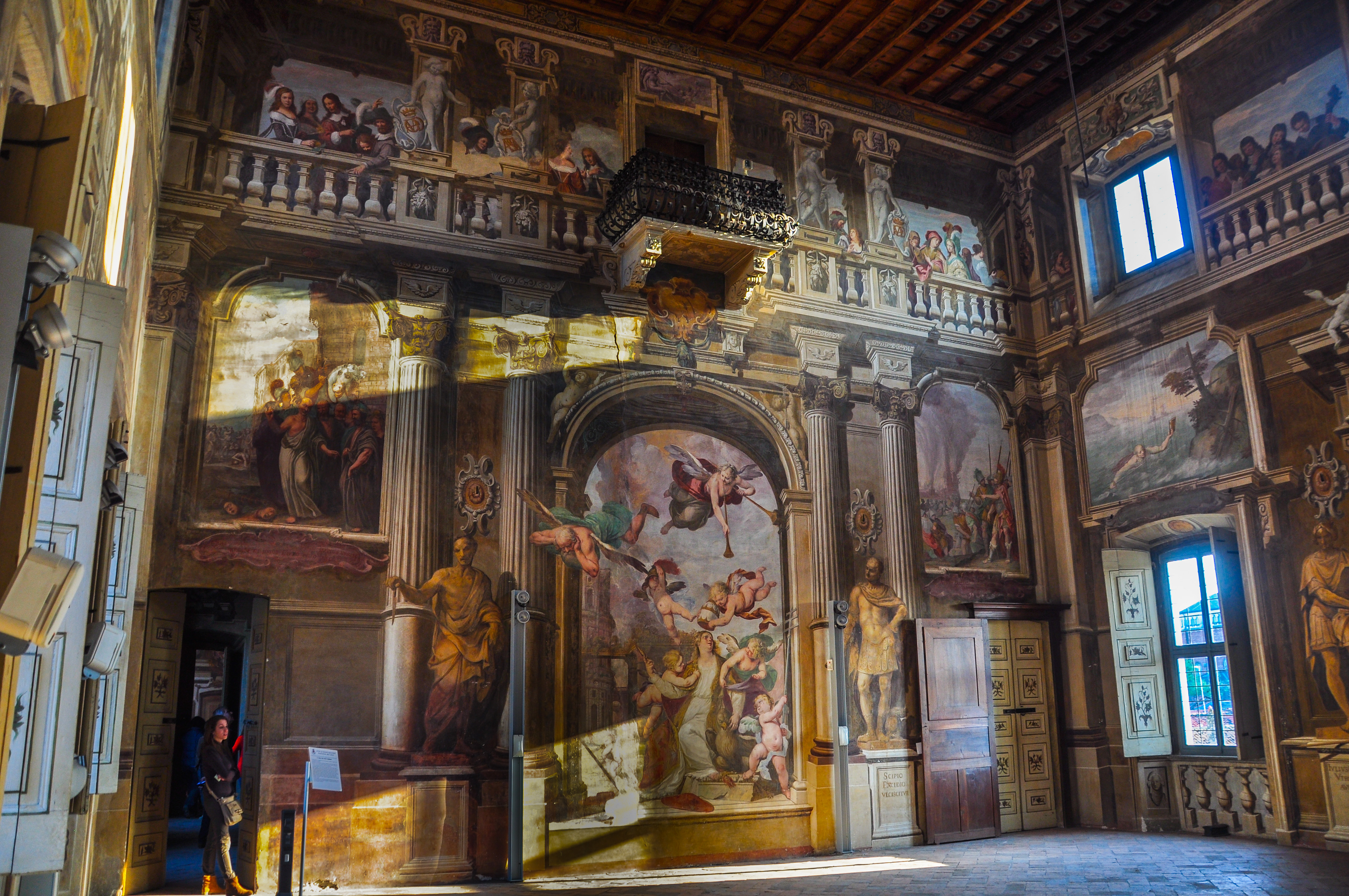
Salone dei fasti romani.
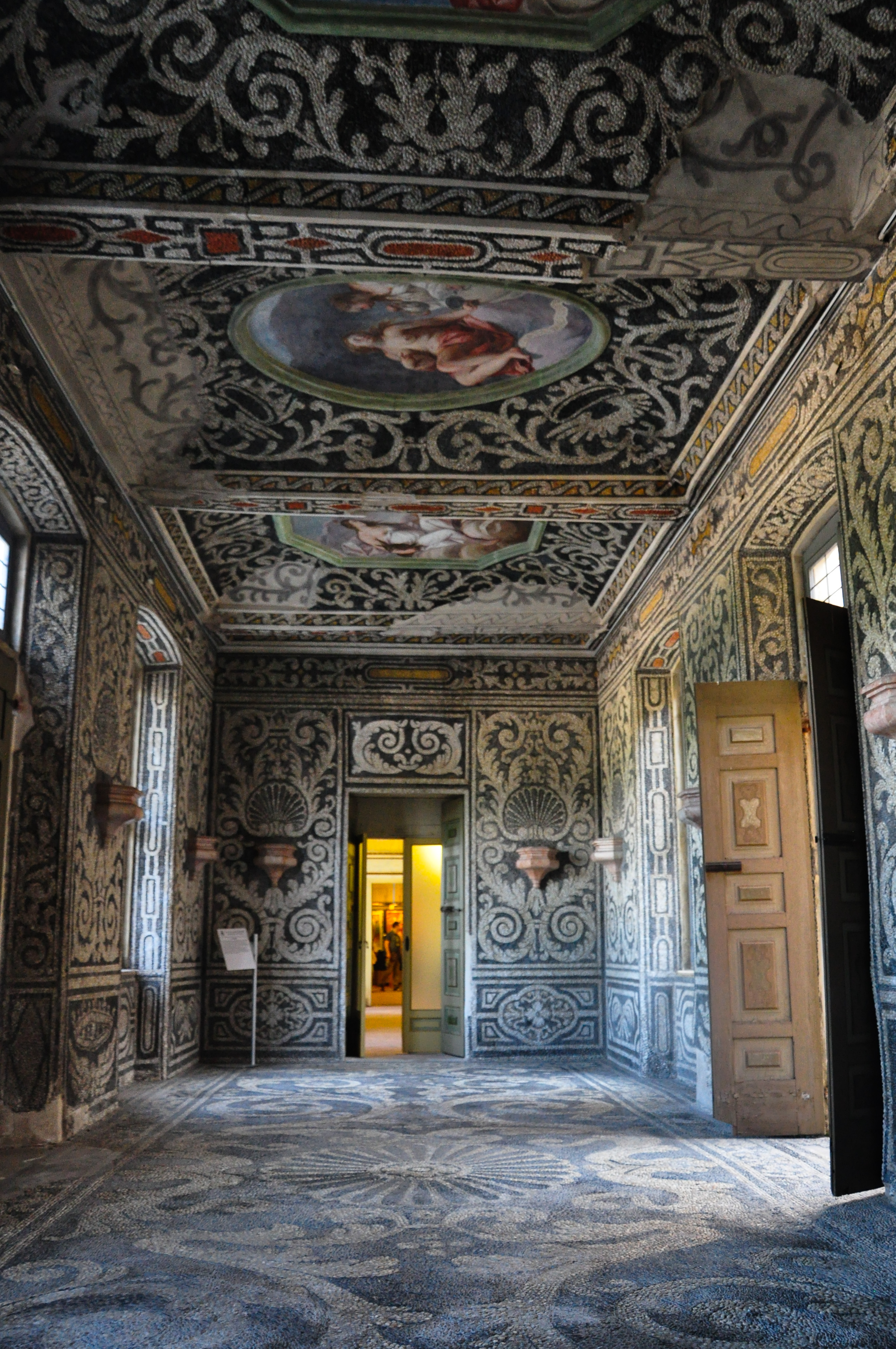
Ninfeo.